# Tegel

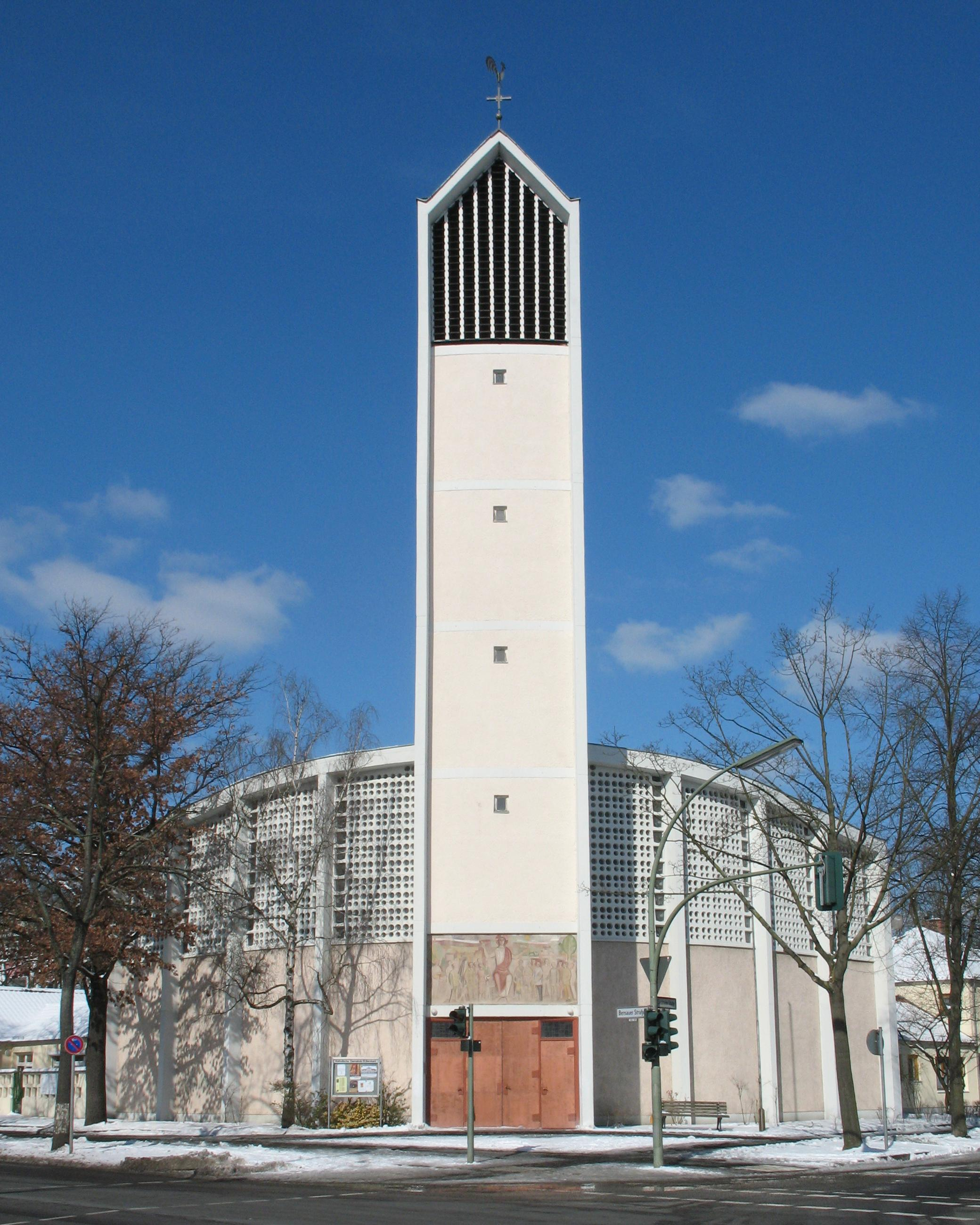
Iglesia católica San Bernardo

Tegel es una localidad (Ortsteil) en el distrito berlinés de Reinickendorf, a las orillas del lago de Tegel. La localidad tiene la segunda mayor superficie de todas las localidades de los 96 distritos de Berlín, solo superada por Köpenick. Tegel también incluye el barrio de Saatwinkel.

## Historia

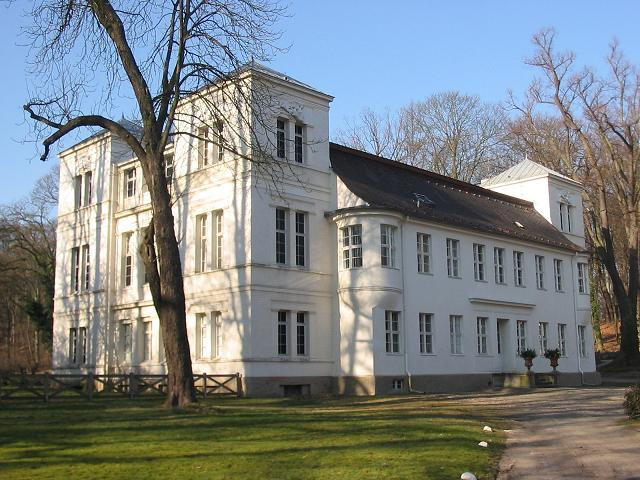
Palacio Tegel

El Palacio Tegel (o Palacio Humboldt), originalmente un feudo del Renacimiento 1558 y una logia de caza de Elector Frederick William de Brandenburg, era patrimonio de la familia Humboldt en 1797. Alexander von Humboldt y Wilhelm von Humboldt vivierón allí por varios años. En 1824 Wilhelm mando a reconstruir el palacio a un estilo Neoclásico por Karl Friedrich Schinkel. En el parque hay una tumba, donde Alexander, Wilhelm y otros miembros de la familia Humboldt están enterrados. De 1927 hasta que 1931 el Palacio Tegel fue el lugar de un sanatorio, fundado por el psicoanalista Ernst Simmel (1882-1947).
Desde 1898 en Tegel se instaló la compañía de fabricación de locomotoras a vapor de Borsig-Werke hasta que se mudó a Hennigsdorf en Brandenburg en 1931.
Albergaba el Aeropuerto de Berlín-Tegel.